# Lista de finalistas do The Voice (Estados Unidos)
The Voice é um reality show americano que estreou em 26 de abril de 2011 na rede de televisão NBC. Baseado na competição de canto The Voice of Holland, a série foi criada pelo produtor de televisão holandês John de Mol. Faz parte da comunidade internacional "The Voice" séries. Imediatamente provou ser um sucesso da NBC e em meados de maio de 2011, foi confirmado que a rede tinha renovado o show para uma segunda temporada. Atualmente, o programa está em sua décima sexta temporada.

## Finalistas
- O campo "Idade" mostra a idade do participante no início da participação no programa.

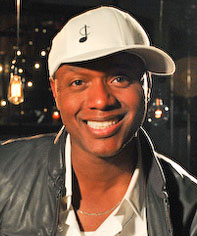
Javier Colon, vencedor da primeira temporada.

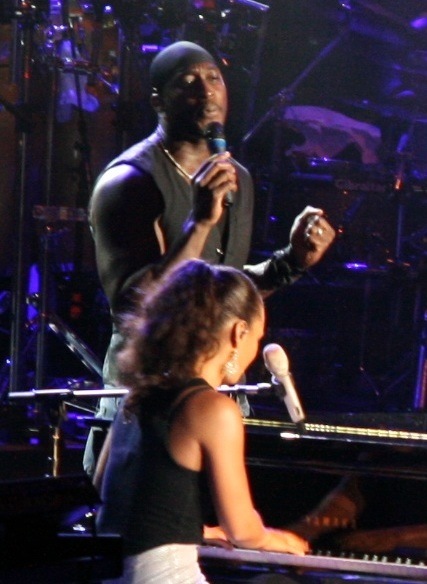
Jermaine Paul, vencedor da 2ª temporada.

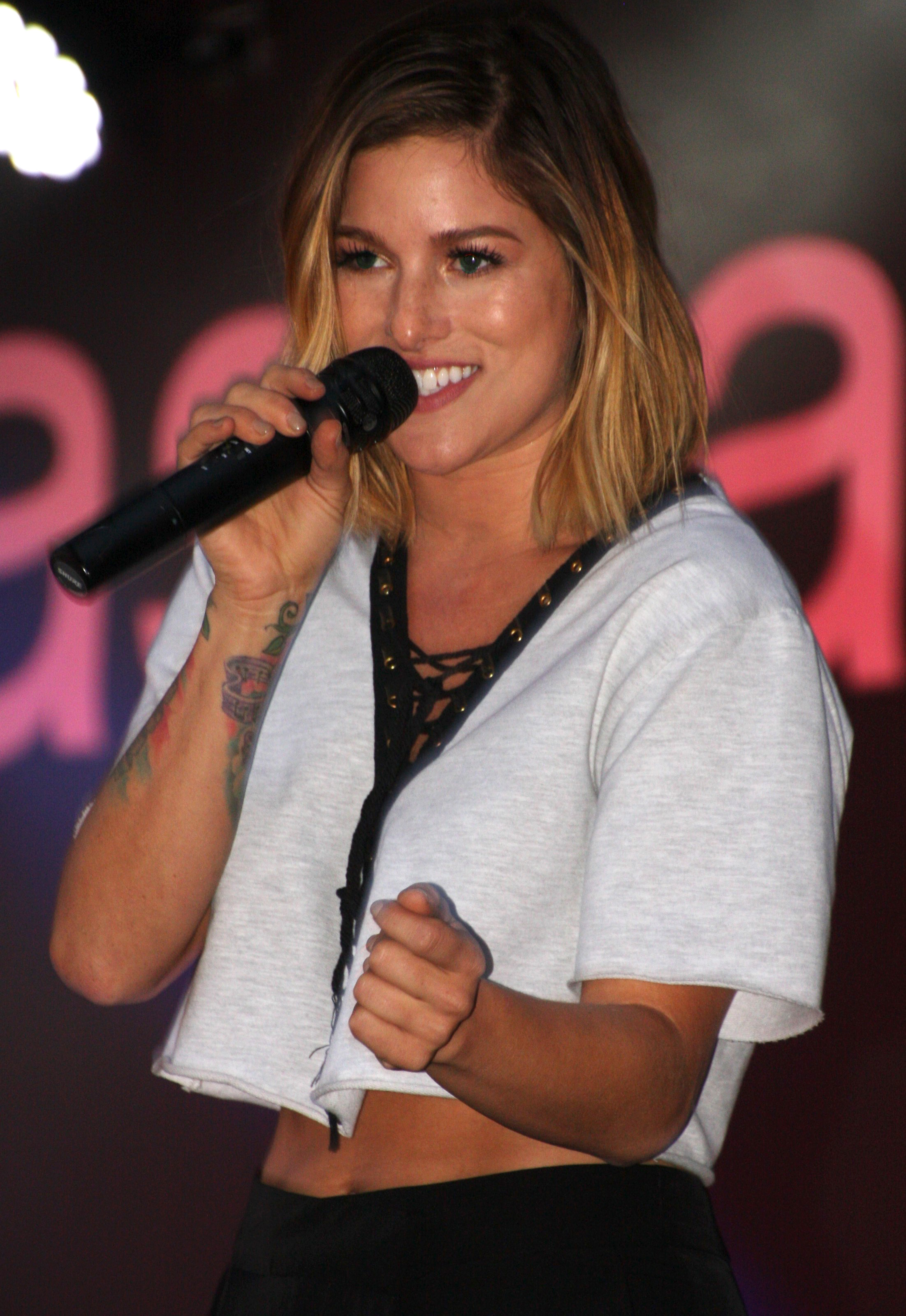
Cassadee Pope, vencedora da 3ª temporada.

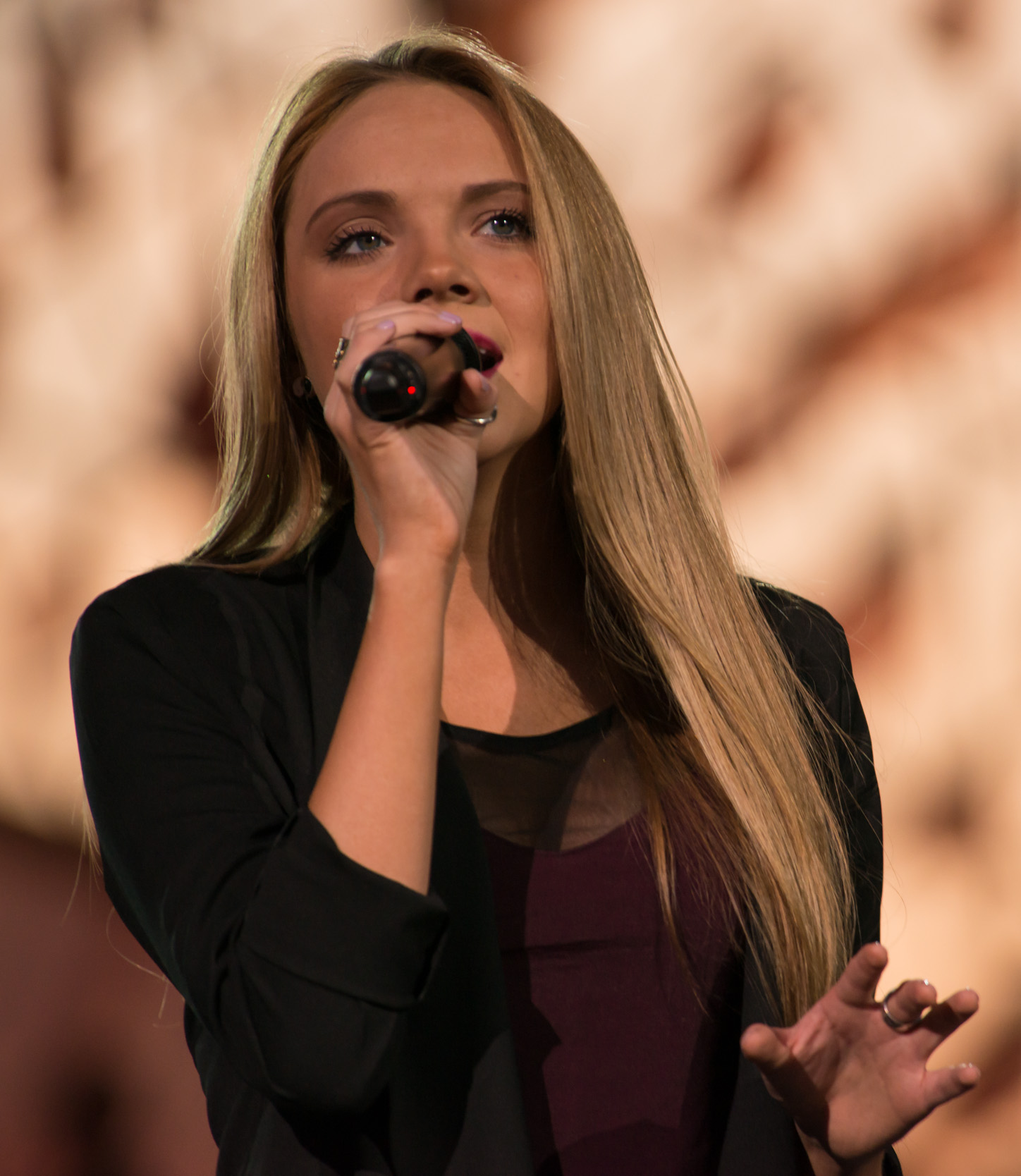
Danielle Bradbery, vencedora da 4ª temporada.

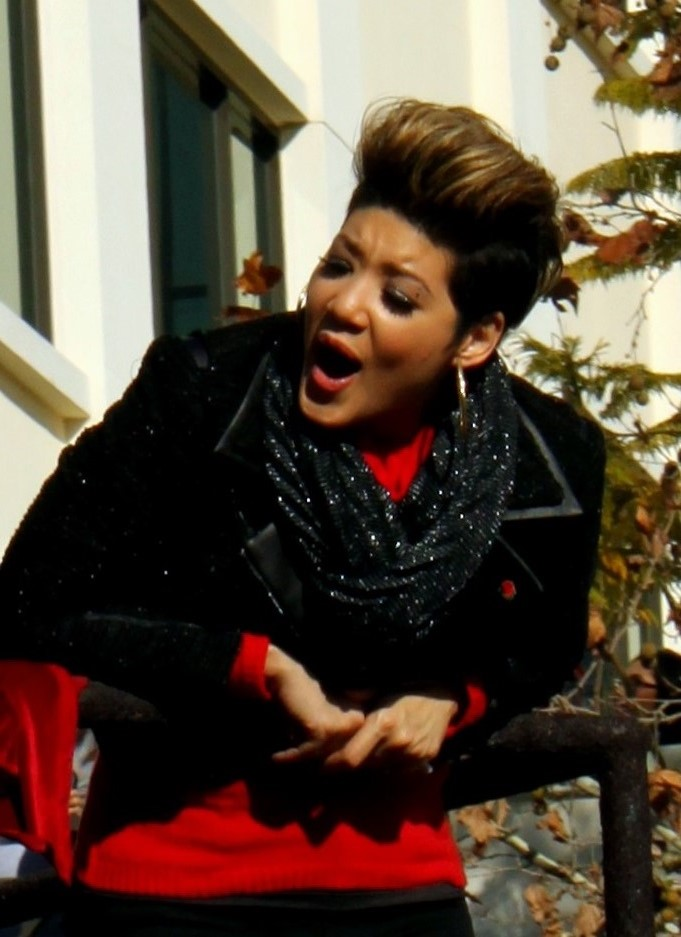
Tessanne Chin, vencedora da 5ª temporada.

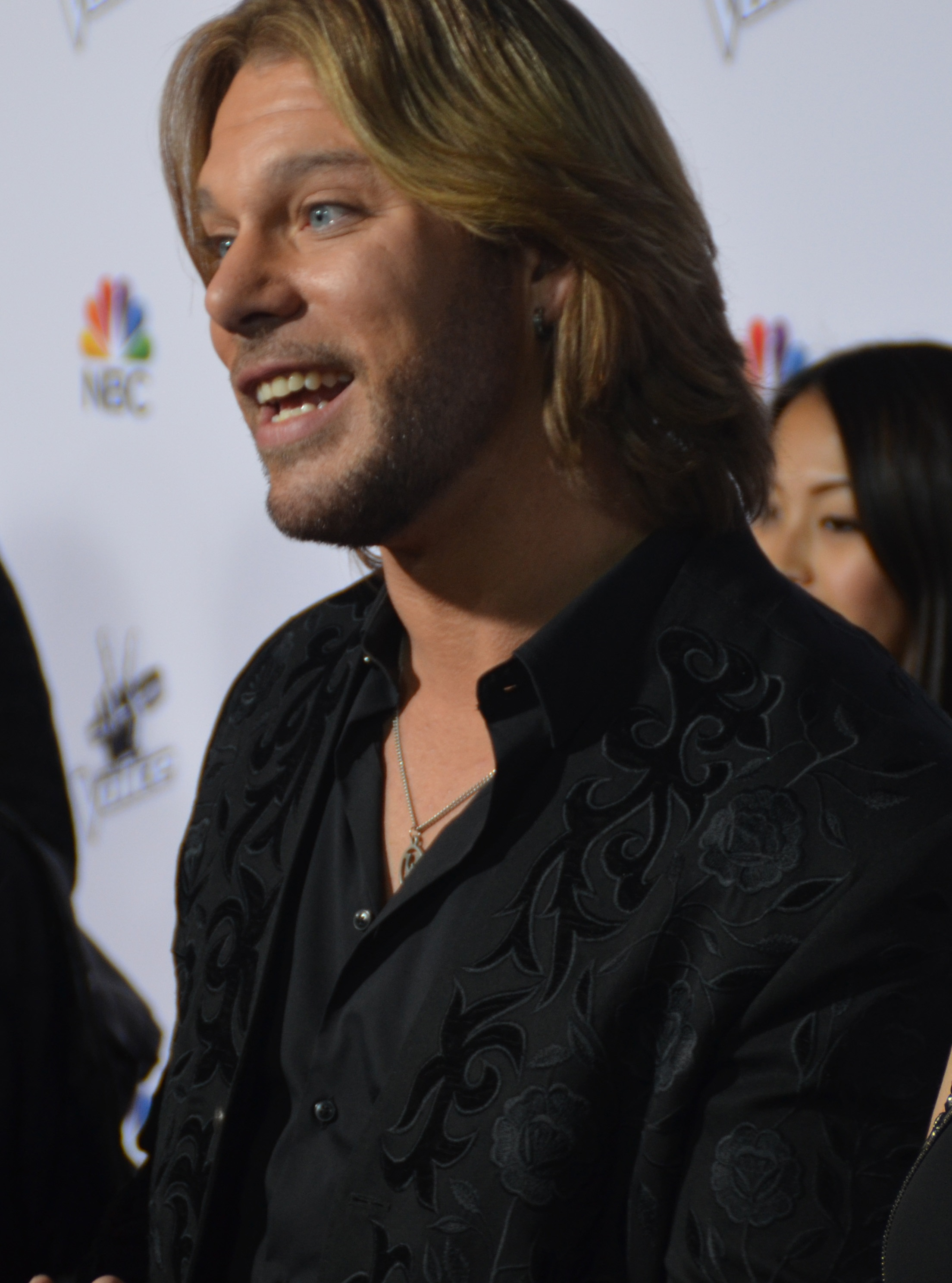
Craig Wayne Boyd, vencedor da 7ª temporada.

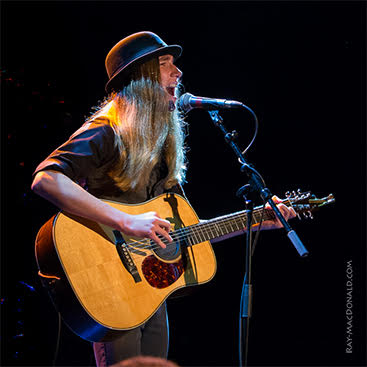
Sawyer Fredericks, vencedor da 8ª temporada.

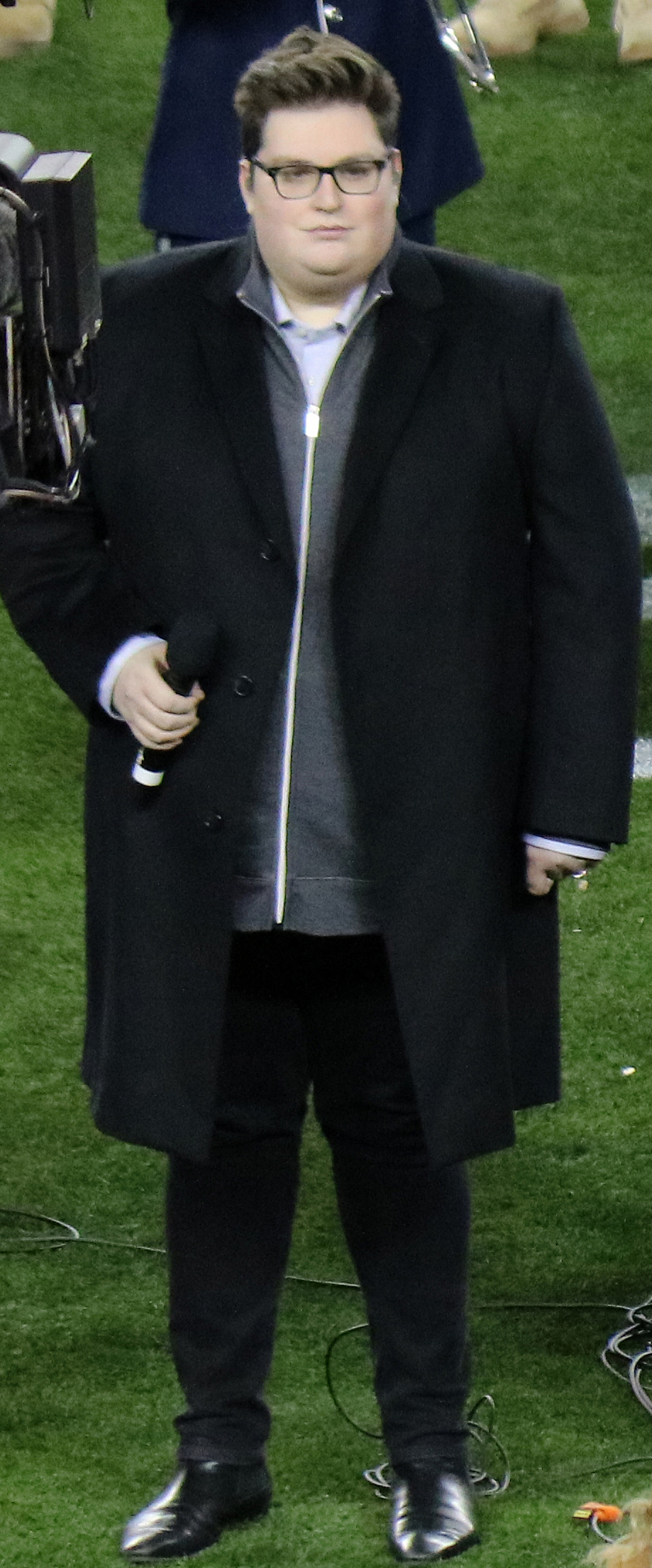
Jordan Smith, vencedor da 9ª temporada.

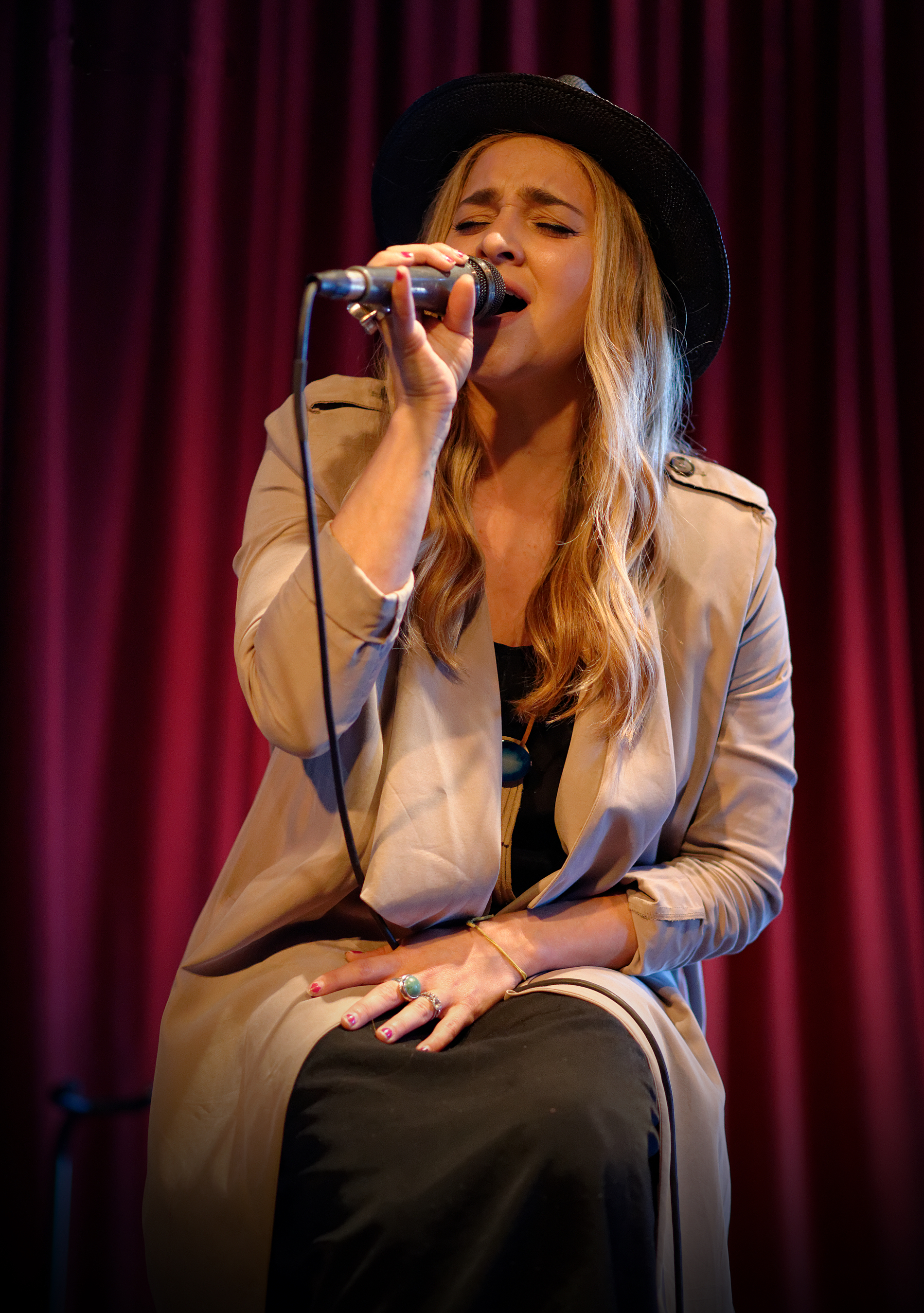
Alisan Porter, vencedora da 10ª temporada.

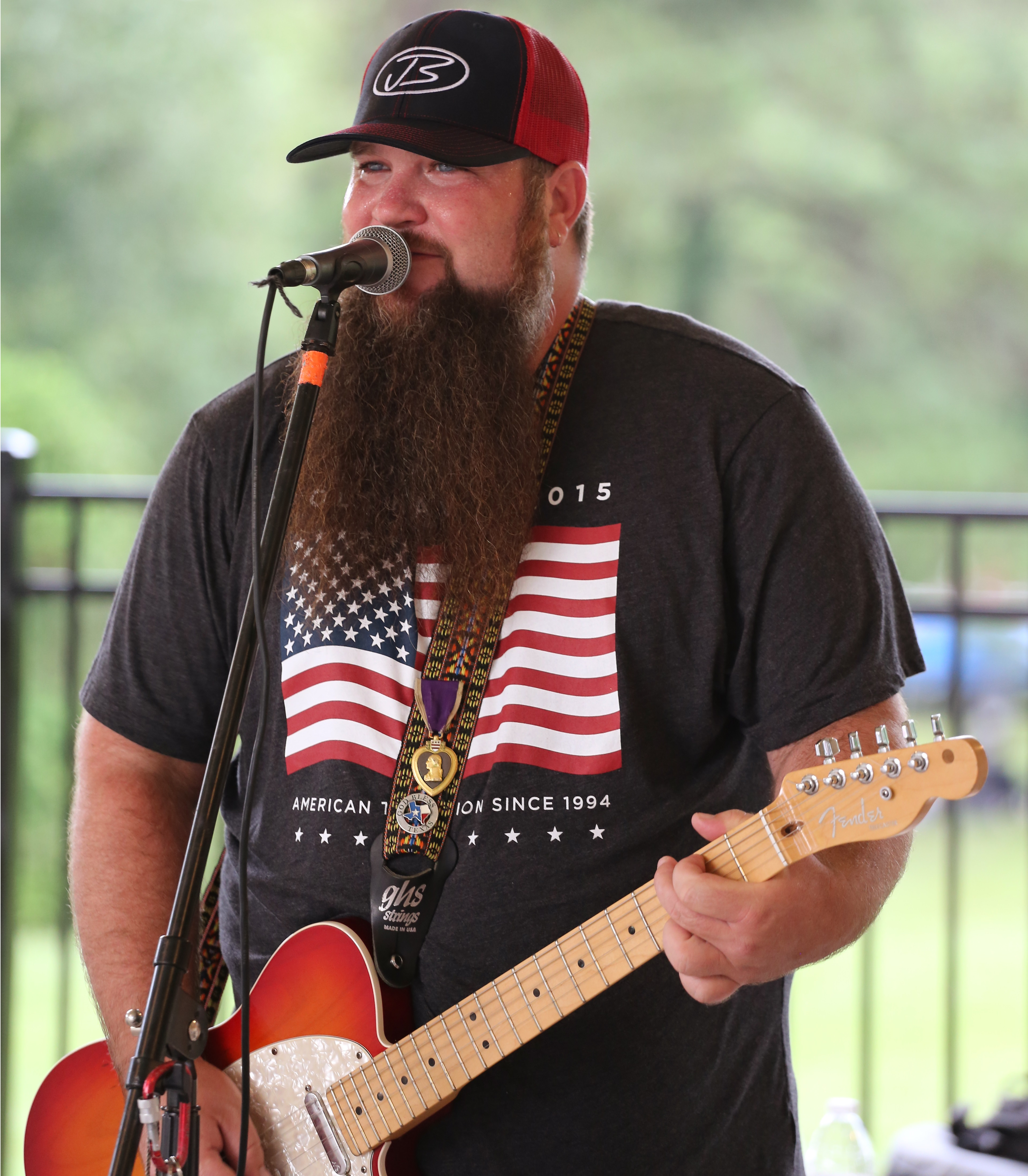
Sundance Head, vencedor da 11ª temporada.

Legenda de cores
| Time Adam Time Blake Time Christina Time CeeLo | Time Shakira Time Usher Time Pharrell Time Gwen | Time Alicia Time Miley Time Jennifer | Time Kelly Time Legend Time Nick |

| Nome                   | Temporada | Idade       | Cidade natal                         | Posição       | Ref.   |
| ---------------------- | --------- | ----------- | ------------------------------------ | ------------- | ------ |
| Raquel Castro          | 1         | 16          | Long Island, Nova York, EUA          | 9º–16º lugar  | [ 1 ]  |
| Jared Blake            | 1         | 32          | Star City, Arkansas, EUA             | 9º–16º lugar  | [ 1 ]  |
| Lily Elise             | 1         | 20          | San Anselmo, Califórnia, EUA         | 9º–16º lugar  | [ 1 ]  |
| Patrick Thomas         | 1         | 20          | Nashville, Tennessee, EUA            | 9º–16º lugar  | [ 1 ]  |
| The Thompson Sisters   | 1         | 17 e 19     | Santa Maria, Califórnia, EUA         | 9º–16º lugar  | [ 1 ]  |
| Devon Barley           | 1         | 19          | Mattapoisett, Massachusetts, EUA     | 9º–16º lugar  | [ 1 ]  |
| Curtis Grimes          | 1         | 25          | Gilmer, Texas, EUA                   | 9º–16º lugar  | [ 1 ]  |
| Jeff Jenkins           | 1         | 22          | Jones Creek, Texas, EUA              | 9º–16º lugar  | [ 1 ]  |
| Casey Weston           | 1         | 18          | Naples, Flórida, EUA                 | 5º–8º lugar   | [ 1 ]  |
| Nakia                  | 1         | 36          | Austin, Texas, EUA                   | 5º–8º lugar   | [ 1 ]  |
| Frenchie Davis         | 1         | 31          | Los Angeles, Califórnia, EUA         | 5º–8º lugar   | [ 1 ]  |
| Xenia                  | 1         | 16          | Temecula,Califórnia, EUA             | 5º–8º lugar   | [ 1 ]  |
| Vicci Martinez         | 1         | 26          | Tacoma, Washington, EUA              | 3º–4º lugar   | [ 1 ]  |
| Beverly McClellan      | 1         | 41          | Fort Lauderdale, Flórida, EUA        | 3º–4º lugar   | [ 1 ]  |
| Dia Frampton           | 1         | 23          | St. George, Utah, EUA                | 2º lugar      | [ 1 ]  |
| Javier Colon           | 1         | 33          | Stratford, Connecticut, EUA          | 1º lugar      | [ 1 ]  |
| Naia Kete              | 2         | 21          | Santa Monica, Califórnia, EUA        | 17º–24º lugar | [ 2 ]  |
| Charlotte Sometimes    | 2         | 23          | Wall Township, Nova Jérsei, EUA      | 17º–24º lugar | [ 2 ]  |
| Sera Hill              | 2         | 24          | Atlanta, Geórgia, EUA                | 17º–24º lugar | [ 2 ]  |
| Moses Stone            | 2         | 26          | Laurel, Maryland, EUA                | 17º–24º lugar | [ 2 ]  |
| Kim Yarbrough          | 2         | 50          | Los Angeles, Califórnia, EUA         | 17º–24º lugar | [ 2 ]  |
| Karla Davis            | 2         | 25          | Monroe, Carolina do Norte, EUA       | 17º–24º lugar | [ 2 ]  |
| Tony Vincent           | 2         | 38          | Nova York, Nova York, EUA            | 17º–24º lugar | [ 2 ]  |
| Erin Martin            | 2         | 27          | Chicago, Illinois, EUA               | 17º–24º lugar | [ 2 ]  |
| Jordis Unga            | 2         | 29          | Los Angeles, Califórnia, EUA         | 9º–16º lugar  | [ 2 ]  |
| Jesse Campbell         | 2         | 42          | Maywood, Illinois, EUA               | 9º–16º lugar  | [ 2 ]  |
| RaeLynn                | 2         | 17          | Baytown, Texas, EUA                  | 9º–16º lugar  | [ 2 ]  |
| Ashley De La Rosa      | 2         | 17          | Orlando, Flórida, EUA                | 9º–16º lugar  | [ 2 ]  |
| Pip                    | 2         | 19          | Marietta, Geórgia, EUA               | 9º–16º lugar  | [ 2 ]  |
| James Massone          | 2         | 23          | Boston, Massachusetts, EUA           | 9º–16º lugar  | [ 2 ]  |
| Mathai                 | 2         | 18          | Dallas, Texas, EUA                   | 9º–16º lugar  | [ 2 ]  |
| Cheesa                 | 2         | 21          | Honolulu, Havaí, EUA                 | 9º–16º lugar  | [ 2 ]  |
| Erin Willett           | 2         | 22          | Gaithersburg, Maryland, EUA          | 5º–8º lugar   | [ 2 ]  |
| Jamar Rogers           | 2         | 29          | Nova York, Nova York, EUA            | 5º–8º lugar   | [ 2 ]  |
| Katrina Parker         | 2         | 34          | Hollywood, Califórnia, EUA           | 5º–8º lugar   | [ 2 ]  |
| Lindsey Pavao          | 2         | 22          | Sacramento, Califórnia, EUA          | 5º–8º lugar   | [ 2 ]  |
| Chris Mann             | 2         | 29          | Wichita, Kansas, EUA                 | 4º lugar      | [ 2 ]  |
| Tony Lucca             | 2         | 35          | Waterford, Michigan, EUA             | 3º lugar      | [ 2 ]  |
| Juliet Simms           | 2         | 25          | Clearwater, Flórida, EUA             | 2º lugar      | [ 2 ]  |
| Jermaine Paul          | 2         | 33          | Condado de Orange, Nova York, EUA    | 1º lugar      | [ 2 ]  |
| Loren Allred           | 3         | 22          | Salt Lake City, Utah, EUA            | 13º–20º lugar | [ 3 ]  |
| Joselyn Rivera         | 3         | 17          | Pembroke Pines, Flórida, EUA         | 13º–20º lugar | [ 3 ]  |
| Liz Davis              | 3         | 25          | Madison, Mississippi, EUA            | 13º–20º lugar | [ 3 ]  |
| Julio Cesar Castillo   | 3         | 21          | Chicago, Illinois, EUA               | 13º–20º lugar | [ 3 ]  |
| Devyn DeLoera          | 3         | 20          | Snyder, Texas, EUA                   | 13º–20º lugar | [ 3 ]  |
| De'Borah               | 3         | 25          | Chicago Heights, Illinois, EUA       | 13º–20º lugar | [ 3 ]  |
| Diego Val              | 3         | 25          | Lima, Peru                           | 13º–20º lugar | [ 3 ]  |
| MacKenzie Bourg        | 3         | 19          | Lafayette, Luisiana, EUA             | 13º–20º lugar | [ 3 ]  |
| Adriana Louise         | 3         | 22          | Brooklyn, Nova York, EUA             | 11º–12º lugar | [ 3 ]  |
| Michaela Paige         | 3         | 16          | Boca Raton, Flórida, EUA             | 11º–12º lugar | [ 3 ]  |
| Bryan Keith            | 3         | 22          | Bronx, Nova York, EUA                | 9º–10º lugar  | [ 3 ]  |
| Sylvia Yacoub          | 3         | 19          | Alexandria, Egito                    | 9º–10º lugar  | [ 3 ]  |
| Cody Belew             | 3         | 27          | Beebe, Arkansas, EUA                 | 7º–8º lugar   | [ 3 ]  |
| Dez Duron              | 3         | 22          | Shreveport, Luisiana, EUA            | 7º–8º lugar   | [ 3 ]  |
| Melanie Martinez       | 3         | 17          | Baldwin, Nova York, EUA              | 5º–6º lugar   | [ 3 ]  |
| Amanda Brown           | 3         | 27          | Bronx, Nova York, EUA                | 5º–6º lugar   | [ 3 ]  |
| Trevin Hunte           | 3         | 18          | Queens, Nova York, EUA               | 4º lugar      | [ 3 ]  |
| Nicholas David         | 3         | 31          | Saint Paul, Minnesota, EUA           | 3º lugar      | [ 3 ]  |
| Terry McDermott        | 3         | 35          | Aberdeen, Escócia                    | 2º lugar      | [ 3 ]  |
| Cassadee Pope          | 3         | 23          | West Palm Beach, Flórida, EUA        | 1º lugar      | [ 3 ]  |
| Justin Rivers          | 4         | 28          | Bowling Green, Kentucky, EUA         | 13º–16º lugar | [ 4 ]  |
| Karina Iglesias        | 4         | 35          | Miami, Flórida, EUA                  | 13º–16º lugar | [ 4 ]  |
| Cáthia                 | 4         | 19          | Nova York, Nova York, EUA            | 13º–16º lugar | [ 4 ]  |
| Caroline Glaser        | 4         | 18          | St. Louis, Missouri, EUA             | 13º–16º lugar | [ 4 ]  |
| Garrett Gardner        | 4         | 17          | Ringwood, Nova Jersey, EUA           | 11º–12º lugar | [ 4 ]  |
| VEDO                   | 4         | 19          | Atlanta, Geórgia, EUA                | 11º–12º lugar | [ 4 ]  |
| Josiah Hawley          | 4         | 27          | Fort Smith, Arkansas, EUA            | 9º–10º lugar  | [ 4 ]  |
| Kris Thomas            | 4         | 27          | Memphis, Tennessee, EUA              | 9º–10º lugar  | [ 4 ]  |
| Judith Hill            | 4         | 29          | Los Angeles, Califórnia, EUA         | 7º–8º lugar   | [ 4 ]  |
| Sarah Simmons          | 4         | 22          | Birmingham, Alabama, EUA             | 7º–8º lugar   | [ 4 ]  |
| Holly Tucker           | 4         | 19          | Waco, Texas, EUA                     | 6º lugar      | [ 4 ]  |
| Amber Carrington       | 4         | 19          | Rockwall, Texas, EUA                 | 4º–5º lugar   | [ 4 ]  |
| Sasha Allen            | 4         | 30          | Nova York, Nova York, EUA            | 4º–5º lugar   | [ 4 ]  |
| The Swon Brothers      | 4         | 24 e 27     | Muskogee, Oklahoma, EUA              | 3º lugar      | [ 4 ]  |
| Michelle Chamuel       | 4         | 26          | Amherst, Massachusetts, EUA          | 2º lugar      | [ 4 ]  |
| Danielle Bradbery      | 4         | 16          | Cypress, Texas, EUA                  | 1º lugar      | [ 4 ]  |
| Nic Hawk               | 5         | 26          | Dallas, Texas, EUA                   | 13º–20º lugar | [ 5 ]  |
| Shelbie Z              | 5         | 21          | Jasper, Alabama, EUA                 | 13º–20º lugar | [ 5 ]  |
| Amber Nicole           | 5         | 17          | Allendale, Michigan, EUA             | 13º–20º lugar | [ 5 ]  |
| Tamara Chauniece       | 5         | 23          | Wortham, Texas, EUA                  | 13º–20º lugar | [ 5 ]  |
| Olivia Henken          | 5         | 25          | Louisville, Kentucky, EUA            | 13º–20º lugar | [ 5 ]  |
| Stephanie Anne Johnson | 5         | 29          | Tacoma, Washington, EUA              | 13º–20º lugar | [ 5 ]  |
| Grey                   | 5         | 25          | Jacksonville, Flórida, EUA           | 13º–20º lugar | [ 5 ]  |
| Preston Pohl           | 5         | 26          | Hallettsville, Texas, EUA            | 13º–20º lugar | [ 5 ]  |
| Jonny Gray             | 5         | 29          | Austin, Texas, EUA                   | 12º lugar     | [ 5 ]  |
| Josh Logan             | 5         | 33          | Manchester, Nova Hampshire, EUA      | 11º lugar     | [ 5 ]  |
| Austin Jenckes         | 5         | 25          | Duvall, Washington, EUA              | 9º–10º lugar  | [ 5 ]  |
| Kat Robichaud          | 5         | 29          | Raleigh, Carolina do Norte, EUA      | 9º–10º lugar  | [ 5 ]  |
| Caroline Pennell       | 5         | 17          | Saddle River, Nova Jérsei, EUA       | 7º–8º lugar   | [ 5 ]  |
| Ray Boudreaux          | 5         | 25          | Lafayette, Luisiana, EUA             | 7º–8º lugar   | [ 5 ]  |
| Matthew Schuler        | 5         | 20          | Yardley, Pensilvânia, EUA            | 6º lugar      | [ 5 ]  |
| James Wolpert          | 5         | 22          | Lancaster, Pensilvânia, EUA          | 4º–5º lugar   | [ 5 ]  |
| Cole Vosbury           | 5         | 22          | Shreveport, Luisiana, EUA            | 4º–5º lugar   | [ 5 ]  |
| Will Champlin          | 5         | 30          | Los Angeles, Califórnia, EUA         | 3º lugar      | [ 5 ]  |
| Jacquie Lee            | 5         | 16          | Colts Neck, Nova Jérsei, EUA         | 2º lugar      | [ 5 ]  |
| Tessanne Chin          | 5         | 27          | Kingston, Jamaica                    | 1º lugar      | [ 5 ]  |
| Dani Moz               | 6         | 26          | Los Angeles, Califórnia, EUA         | 11º–12º lugar | [ 6 ]  |
| T.J. Wilkins           | 6         | 23          | Los Angeles, Califórnia, EUA         | 11º–12º lugar | [ 6 ]  |
| Bria Kelly             | 6         | 18          | Smithfield, Virgínia, EUA            | 9º–10º lugar  | [ 6 ]  |
| Tess Boyer             | 6         | 21          | St. Louis, Missouri, EUA             | 9º–10º lugar  | [ 5 ]  |
| Audra McLaughlin       | 6         | 21          | Filadélfia, Pensilvânia, EUA         | 6º–8º lugar   | [ 6 ]  |
| Delvin Choice          | 6         | 24          | Greenville, Carolina do Sul, EUA     | 6º–8º lugar   | [ 6 ]  |
| Sisaundra Lewis        | 6         | 44          | Orlando, Flórida, EUA                | 6º–8º lugar   | [ 6 ]  |
| Kat Perkins            | 6         | 33          | Scranton, Dacota do Norte, EUA       | 4º–5º lugar   | [ 6 ]  |
| Kristen Merlin         | 6         | 29          | Hanson, Massachusetts, EUA           | 4º–5º lugar   | [ 6 ]  |
| Christina Grimmie      | 6         | 20          | Marlton, Nova Jérsei, EUA            | 3º lugar      | [ 6 ]  |
| Jake Worthington       | 6         | 17          | La Porte, Texas, EUA                 | 2º lugar      | [ 6 ]  |
| Josh Kaufman           | 6         | 38          | Indianápolis, Indiana, EUA           | 1º lugar      | [ 6 ]  |
| James David Carter     | 7         | 34          | Atlanta, Geórgia, EUA                | 13º–20º lugar | [ 7 ]  |
| Taylor Brashears       | 7         | 21          | Nashville, Tennessee, EUA            | 13º–20º lugar | [ 7 ]  |
| Elyjuh René            | 7         | 18          | Long Beach, Califórnia, EUA          | 13º–20º lugar | [ 7 ]  |
| Jean Kelley            | 7         | 29          | Nashville, Tennessee, EUA            | 13º–20º lugar | [ 7 ]  |
| Bryana Salaz           | 7         | 16          | San Antonio, Texas, EUA              | 13º–20º lugar | [ 7 ]  |
| Ricky Manning          | 7         | 19          | Cape Coral, Flórida, EUA             | 13º–20º lugar | [ 7 ]  |
| Mia Pfirrman           | 7         | 19          | Temple City, Califórnia, EUA         | 13º–20º lugar | [ 7 ]  |
| Taylor Phelan          | 7         | 25          | Sherman, Texas, EUA                  | 13º–20º lugar | [ 7 ]  |
| Jessie Pitts           | 7         | 18          | Montgomery, Alabama, EUA             | 11º–12º lugar | [ 7 ]  |
| Sugar Joans            | 7         | 24          | Los Angeles, Califórnia, EUA         | 11º–12º lugar | [ 7 ]  |
| Anita Antoinette       | 7         | 24          | Kingston, Jamaica                    | 9º–10º lugar  | [ 7 ]  |
| Reagan James           | 7         | 15          | Burleson, Texas, EUA                 | 9º–10º lugar  | [ 7 ]  |
| DaNica Shirey          | 7         | 25          | York, Pensilvânia, EUA               | 6º–8º lugar   | [ 7 ]  |
| Luke Wade              | 7         | 31          | Dublin, Texas, EUA                   | 6º–8º lugar   | [ 7 ]  |
| Ryan Sill              | 7         | 20          | Sterling, Virgínia, EUA              | 6º–8º lugar   | [ 7 ]  |
| Taylor John Williams   | 7         | 23          | Portland, Oregon, EUA                | 5º lugar      | [ 7 ]  |
| Damien                 | 7         | 35          | Monroe, Luisiana, EUA                | 4º lugar      | [ 7 ]  |
| Chris Jamison          | 7         | 21          | Pittsburgh, Pensilvânia, EUA         | 3º lugar      | [ 7 ]  |
| Matt McAndrew          | 7         | 23          | Filadélfia, Pensilvânia, EUA         | 2º lugar      | [ 7 ]  |
| Craig Wayne Boyd       | 7         | 35          | Nashville, Tennessee, EUA            | 1º lugar      | [ 7 ]  |
| Brooke Adee            | 8         | 16          | Tampa, Flórida, EUA                  | 13º–20º lugar | [ 8 ]  |
| Sarah Potenza          | 8         | 34          | Providence, Rhode Island, EUA        | 13º–20º lugar | [ 8 ]  |
| Lexi Dávila            | 8         | 17          | Lorain, Ohio, EUA                    | 13º–20º lugar | [ 8 ]  |
| Sonic                  | 8         | 23          | San Francisco, Califórnia, EUA       | 13º–20º lugar | [ 8 ]  |
| Caitlin Caporale       | 8         | 23          | Newburgh, Nova York, EUA             | 13º–20º lugar | [ 8 ]  |
| Lowell Oakley          | 8         | 19          | Durham, Carolina do Norte, EUA       | 13º–20º lugar | [ 8 ]  |
| Nathan Hermida         | 8         | 17          | Boston, Massachusetts, EUA           | 13º–20º lugar | [ 8 ]  |
| Tonya Boyd-Cannon      | 8         | 35          | Nova Orleans, Luisiana, EUA          | 13º–20º lugar | [ 8 ]  |
| Brian Johnson          | 8         | 24          | Cleveland, Ohio, EUA                 | 11º–12º lugar | [ 8 ]  |
| Mia Z                  | 8         | 15          | Pittsburgh, Pensilvânia, EUA         | 11º–12º lugar | [ 8 ]  |
| Deanna Johnson         | 8         | 18          | Hazlehurst, Geórgia, EUA             | 9º–10º lugar  | [ 8 ]  |
| Rob Taylor             | 8         | 22          | Donaldsonville, Luisiana, EUA        | 9º–10º lugar  | [ 8 ]  |
| Corey Kent White       | 8         | 20          | Bixby, Oklahoma, EUA                 | 7º–8º lugar   | [ 8 ]  |
| Hannah Kirby           | 8         | 20          | Sulphur Springs, Texas, EUA          | 7º–8º lugar   | [ 8 ]  |
| Kimberly Nichole       | 8         | 32          | Nova York, Nova York, EUA            | 6º lugar      | [ 8 ]  |
| India Carney           | 8         | 21          | Brooklyn, Nova York, EUA             | 5º lugar      | [ 8 ]  |
| Koryn Hawthorne        | 8         | 16          | Abbeville, Luisiana, EUA             | 4º lugar      | [ 8 ]  |
| Joshua Davis           | 8         | 37          | Traverse City, Michigan, EUA         | 3º lugar      | [ 8 ]  |
| Meghan Linsey          | 8         | 28          | Nashville, Tennessee, EUA            | 2º lugar      | [ 8 ]  |
| Sawyer Fredericks      | 8         | 15          | Fultonville, Nova York, EUA          | 1º lugar      | [ 8 ]  |
| Ellie Lawrence         | 9         | 26          | Calhoun, Geórgia, EUA                | 13º–24º lugar | [ 9 ]  |
| Regina Love            | 9         | 51          | Atlanta, Geórgia, EUA                | 13º–24º lugar | [ 9 ]  |
| Viktor Király          | 9         | 31          | Nova York, Nova York, EUA            | 13º–24º lugar | [ 9 ]  |
| Ivonne Acero           | 9         | 17          | Aguila, Arizona, EUA                 | 13º–24º lugar | [ 9 ]  |
| Morgan Frazier         | 9         | 22          | Nashville, Tennessee, EUA            | 13º–24º lugar | [ 9 ]  |
| Nadjah Nicole          | 9         | 23          | Wilmington, Delaware, EUA            | 13º–24º lugar | [ 9 ]  |
| Celeste Betton         | 9         | 27          | Hinesville, Geórgia, EUA             | 13º–24º lugar | [ 9 ]  |
| Darius Scott           | 9         | 23          | Dallas, Texas, EUA                   | 13º–24º lugar | [ 9 ]  |
| Riley Biederer         | 9         | 19          | Atlanta, Geórgia, EUA                | 13º–24º lugar | [ 9 ]  |
| Blaine Mitchell        | 9         | 24          | Fort Worth, Texas, EUA               | 13º–24º lugar | [ 9 ]  |
| Chance Peña            | 9         | 15          | Tyler, Texas, EUA                    | 13º–24º lugar | [ 9 ]  |
| Keith Semple           | 9         | 33          | Larne, Irlanda do Norte              | 13º–24º lugar | [ 9 ]  |
| Mark Hood              | 9         | 24          | Chicago, Illinois, EUA               | 12º lugar     | [ 9 ]  |
| Evan McKeel            | 9         | 20          | Richmond, Virgínia, EUA              | 11º lugar     | [ 9 ]  |
| Korin Bukowski         | 9         | 20          | Miami, Flórida, EUA                  | 10º lugar     | [ 9 ]  |
| Amy Vachal             | 9         | 26          | Brooklyn, Nova York, EUA             | 7º–9º lugar   | [ 9 ]  |
| Braiden Sunshine       | 9         | 15          | Old Lyme, Connecticut, EUA           | 7º–9º lugar   | [ 9 ]  |
| Shelby Brown           | 9         | 16          | Elberta, Alabama, EUA                | 7º–9º lugar   | [ 9 ]  |
| Madi Davis             | 9         | 16          | McKinney, Texas, EUA                 | 5º–6º lugar   | [ 9 ]  |
| Zach Seabaugh          | 9         | 16          | Marietta, Geórgia, EUA               | 5º–6º lugar   | [ 9 ]  |
| Jeffery Austin         | 9         | 22          | Chicago, Illinois, EUA               | 4º lugar      | [ 9 ]  |
| Barrett Baber          | 9         | 35          | Fayetteville, Arkansas, EUA          | 3º lugar      | [ 9 ]  |
| Emily Ann Roberts      | 9         | 16          | Knoxville, Tennessee, EUA            | 2º lugar      | [ 9 ]  |
| Jordan Smith           | 9         | 24          | Harlan, Kentucky, EUA                | 1º lugar      | [ 9 ]  |
| Caity Peters           | 10        | 21          | Long Beach, Califórnia, EUA          | 13º–24º lugar | [ 10 ] |
| Lacy Mandigo           | 10        | 19          | Statesville, Carolina do Norte, EUA  | 13º–24º lugar | [ 10 ] |
| Moushumi               | 10        | 22          | Edison, Nova Jérsei, EUA             | 13º–24º lugar | [ 10 ] |
| Joe Maye               | 10        | 23          | Baltimore, Maryland, EUA             | 13º–24º lugar | [ 10 ] |
| Justin Whisnant        | 10        | 28          | Bearden, Oklahoma, EUA               | 13º–24º lugar | [ 10 ] |
| Katie Basden           | 10        | 23          | Durham, Carolina do Norte, EUA       | 13º–24º lugar | [ 10 ] |
| Kata Hay               | 10        | 28          | Nashville, Tennessee, EUA            | 13º–24º lugar | [ 10 ] |
| Ryan Quinn             | 10        | 25          | Westmoreland, Nova York, EUA         | 13º–24º lugar | [ 10 ] |
| Tamar Davis            | 10        | 35          | Houston, Texas, EUA                  | 13º–24º lugar | [ 10 ] |
| Brian Nhira            | 10        | 23          | Tulsa, Oklahoma, EUA                 | 13º–24º lugar | [ 10 ] |
| Caroline Burns         | 10        | 15          | Hollis, New Hampshire, EUA           | 13º–24º lugar | [ 10 ] |
| Nate Butler            | 10        | 19          | Shamong, Nova Jérsei, EUA            | 13º–24º lugar | [ 10 ] |
| Emily Keener           | 10        | 16          | Wakeman, Ohio, EUA                   | 12º lugar     | [ 10 ] |
| Owen Danoff            | 10        | 25          | Washington, D.C., EUA                | 11º lugar     | [ 10 ] |
| Daniel Passino         | 10        | 21          | New Boston, Michigan, EUA            | 10º lugar     | [ 10 ] |
| Nick Hagelin           | 10        | 28          | Atlanta, Geórgia, EUA                | 9º lugar      | [ 10 ] |
| Paxton Ingram          | 10        | 23          | Miami, Flórida, EUA                  | 7º–8º lugar   | [ 10 ] |
| Shalyah Fearing        | 10        | 15          | Hudson, Flórida, EUA                 | 7º–8º lugar   | [ 10 ] |
| Bryan Bautista         | 10        | 23          | Brooklyn, Nova York, EUA             | 5º–6º lugar   | [ 10 ] |
| Mary Sarah             | 10        | 20          | Richmond, Texas, EUA                 | 5º–6º lugar   | [ 10 ] |
| Laith Al-Saadi         | 10        | 38          | Ann Arbor, Michigan, EUA             | 4º lugar      | [ 10 ] |
| Hannah Huston          | 10        | 24          | Lincoln, Nebraska, EUA               | 3º lugar      | [ 10 ] |
| Adam Wakefield         | 10        | 33          | Nashville, Tennessee, EUA            | 2º lugar      | [ 10 ] |
| Alisan Porter          | 10        | 34          | Agoura Hills, Califórnia, EUA        | 1º lugar      | [ 10 ] |
| Josh Halverson         | 11        | 31          | Denton, Texas, EUA                   | 13º–20º lugar | [ 11 ] |
| Kylie Rothfield        | 11        | 23          | Danville, Califórnia, EUA            | 13º–20º lugar | [ 11 ] |
| Dana Harper            | 11        | 25          | Dallas, Texas, EUA                   | 13º–20º lugar | [ 11 ] |
| Jason Warrior          | 11        | 21          | Chicago, Illinois, EUA               | 13º–20º lugar | [ 11 ] |
| Belle Jewel            | 11        | 18          | Brooklyn, Nova York, EUA             | 13º–20º lugar | [ 11 ] |
| Sophia Urista          | 11        | 31          | Nova York, Nova York, EUA            | 13º–20º lugar | [ 11 ] |
| Riley Elmore           | 11        | 16          | West Dundee, Illinois, EUA           | 13º–20º lugar | [ 11 ] |
| Simone Gundy           | 11        | 26          | Houston, Texas, EUA                  | 13º–20º lugar | [ 11 ] |
| Sa'rayah               | 11        | 28          | Chicago, Illinois, EUA               | 12º lugar     | [ 11 ] |
| Darby Walker           | 11        | 17          | Burbank, Califórnia, EUA             | 11º lugar     | [ 11 ] |
| Austin Allsup          | 11        | 32          | Fort Worth, Texas, EUA               | 9º–10º lugar  | [ 11 ] |
| Courtney Harrell       | 11        | 36          | Los Angeles, Califórnia, EUA         | 9º–10º lugar  | [ 11 ] |
| Aaron Gibson           | 11        | 25          | Atlanta, Geórgia, EUA                | 7º–8º lugar   | [ 11 ] |
| Brendan Fletcher       | 11        | 26          | Brooklyn, Nova York, EUA             | 7º–8º lugar   | [ 11 ] |
| Christian Cuevas       | 11        | 20          | Orlando, Flórida, EUA                | 5º–6º lugar   | [ 11 ] |
| Ali Caldwell           | 11        | 28          | Brooklyn, Nova York, EUA             | 5º–6º lugar   | [ 11 ] |
| Josh Gallagher         | 11        | 25          | Nashville, Tennessee, EUA            | 4º lugar      | [ 11 ] |
| Wé McDonald            | 11        | 17          | Paterson, Nova Jérsei, EUA           | 3º lugar      | [ 11 ] |
| Billy Gilman           | 11        | 28          | Richmond, Rhode Island, EUA          | 2º lugar      | [ 11 ] |
| Sundance Head          | 11        | 37          | Porter, Texas, EUA                   | 1º lugar      | [ 11 ] |
| Aaliyah Rose           | 12        | 14          | Provo, Utah, EUA                     | 13º–24º lugar | [ 12 ] |
| Casi Joy               | 12        | 26          | Kansas City, Missouri, EUA           | 13º–24º lugar | [ 12 ] |
| Felicia Temple         | 12        | 28          | Teaneck, Nova Jérsei, EUA            | 13º–24º lugar | [ 12 ] |
| Anatalia Villaranda    | 12        | 16          | Temecula, Califórnia, EUA            | 13º–24º lugar | [ 12 ] |
| Ashley Levin           | 12        | 23          | Miami, Flórida, EUA                  | 13º–24º lugar | [ 12 ] |
| Jack Cassidy           | 12        | 18          | Westlake Village, Califórnia, EUA    | 13º–24º lugar | [ 12 ] |
| JChosen                | 12        | 29          | Albany, Geórgia, EUA                 | 13º–24º lugar | [ 12 ] |
| Johnny Gates           | 12        | 31          | Providence, Rhode Island, EUA        | 13º–24º lugar | [ 12 ] |
| Quizz Swanigan         | 12        | 13          | North Little Rock, Arkansas, EUA     | 13º–24º lugar | [ 12 ] |
| Hanna Eyre             | 12        | 15          | Laguna Niguel, Califórnia, EUA       | 13º–24º lugar | [ 12 ] |
| Johnny Hayes           | 12        | 29          | Mobile, Alabama, EUA                 | 13º–24º lugar | [ 12 ] |
| Josh West              | 12        | 17          | Glendale, Arizona, EUA               | 13º–24º lugar | [ 12 ] |
| Troy Ramey             | 12        | 32          | Nova York, Nova York, EUA            | 12º lugar     | [ 12 ] |
| Stephanie Rice         | 12        | 27          | Texarkana, Texas, EUA                | 11º lugar     | [ 12 ] |
| Mark Isaiah            | 12        | 19          | Mount Pocono, Pensilvânia, EUA       | 9º–10º lugar  | [ 12 ] |
| Lilli Passero          | 12        | 26          | Los Angeles, Califórnia, EUA         | 9º–10º lugar  | [ 12 ] |
| TSoul                  | 12        | 29          | Richmond, Virgínia, EUA              | 7º–8º lugar   | [ 12 ] |
| Vanessa Ferguson       | 12        | 31          | Greensboro, Carolina do Norte, EUA   | 7º–8º lugar   | [ 12 ] |
| Brennley Brown         | 12        | 14          | Apple Valley, Califórnia, EUA        | 5º–6º lugar   | [ 12 ] |
| Hunter Plake           | 12        | 20          | Baton Rouge, Luisiana, EUA           | 5º–6º lugar   | [ 12 ] |
| Jesse Larson           | 12        | 34          | Minneapolis, Minnesota, EUA          | 4º lugar      | [ 12 ] |
| Aliyah Moulden         | 12        | 15          | La Habra, Califórnia, EUA            | 3º lugar      | [ 12 ] |
| Lauren Duski           | 12        | 25          | Gaylord, Michigan, EUA               | 2º lugar      | [ 12 ] |
| Chris Blue             | 12        | 26          | Knoxville, Tennessee, EUA            | 1º lugar      | [ 12 ] |
| Jon Mero               | 13        | 31          | Atlanta, Geórgia, EUA                | 12º lugar     | [ 13 ] |
| Janice Freeman         | 13        | 32          | Compton, Califórnia, EUA             | 11º lugar     | [ 13 ] |
| Ashland Craft          | 13        | 21          | Piedmont, Carolina do Sul, EUA       | 9º–10º lugar  | [ 13 ] |
| Shi'Ann Jones          | 13        | 15          | Bowling Green, Kentucky, EUA         | 9º–10º lugar  | [ 13 ] |
| Davon Fleming          | 13        | 25          | Baltimore, Maryland, EUA             | 7º–8º lugar   | [ 13 ] |
| Keisha Renee           | 13        | 30          | Inglewood, Califórnia, EUA           | 7º–8º lugar   | [ 13 ] |
| Adam Cunningham        | 13        | 38          | Nashville, Tennessee, EUA            | 5º–6º lugar   | [ 13 ] |
| Noah Mac               | 13        | 17          | Dublin, Califórnia, EUA              | 5º–6º lugar   | [ 13 ] |
| Red Marlow             | 13        | 40          | Dickson, Tennessee, EUA              | 4º lugar      | [ 13 ] |
| Brooke Simpson         | 13        | 26          | Hollister, Carolina do Norte, EUA    | 3º lugar      | [ 13 ] |
| Addison Agen           | 13        | 16          | Fort Wayne, Indiana, EUA             | 2º lugar      | [ 13 ] |
| Chloe Kohanski         | 13        | 23          | Mount Juliet, Tennessee, EUA         | 1º lugar      | [ 13 ] |
| Austin Giorgio         | 14        | 21          | Rochester, Nova York, EUA            | 13º–24º lugar | [ 14 ] |
| Gary Edwards           | 14        | 26          | Dallas, Texas, EUA                   | 13º–24º lugar | [ 14 ] |
| WILKES                 | 14        | 33          | Waleska, Geórgia, EUA                | 13º–24º lugar | [ 14 ] |
| Alexa Cappelli         | 14        | 18          | Upland, Califórnia, EUA              | 13º–24º lugar | [ 14 ] |
| Dylan Hartigan         | 14        | 21          | Wyckoff, Nova Jérsei, EUA            | 13º–24º lugar | [ 14 ] |
| Tish Haynes Keys       | 14        | 37          | St. Louis, Missouri, EUA             | 13º–24º lugar | [ 14 ] |
| Johnny Bliss           | 14        | 26          | Nova York, Nova York, EUA            | 13º–24º lugar | [ 14 ] |
| Kelsea Johnson         | 14        | 21          | Newark, Delaware, EUA                | 13º–24º lugar | [ 14 ] |
| Terrence Cunningham    | 14        | 36          | Washington, D.C., EUA                | 13º–24º lugar | [ 14 ] |
| Drew Cole              | 14        | 25          | Los Angeles, Califórnia, EUA         | 13º–24º lugar | [ 14 ] |
| Mia Boostrom           | 14        | 24          | Boston, Massachusetts, EUA           | 13º–24º lugar | [ 14 ] |
| Reid Umstattd          | 14        | 34          | Austin, Texas, EUA                   | 13º–24º lugar | [ 14 ] |
| D.R. King              | 14        | 22          | Cleveland, Ohio, EUA                 | 12º lugar     | [ 14 ] |
| Sharane Calister       | 14        | 24          | Des Moines, Iowa, EUA                | 11º lugar     | [ 14 ] |
| Christiana Danielle    | 14        | 22          | Fort Wayne, Indiana, EUA             | 9º–10º lugar  | [ 14 ] |
| Jackie Verna           | 14        | 22          | West Chester, Pensilvânia, EUA       | 9º–10º lugar  | [ 14 ] |
| Rayshun LaMarr         | 14        | 33          | Fort Washington, Maryland, EUA       | 7º–8º lugar   | [ 14 ] |
| Jackie Foster          | 14        | 21          | Boston, Massachusetts, EUA           | 7º–8º lugar   | [ 14 ] |
| Kaleb Lee              | 14        | 31          | Ormond Beach, Flórida, EUA           | 5º–6º lugar   | [ 14 ] |
| Pryor Baird            | 14        | 35          | Orcutt, Califórnia, EUA              | 5º–6º lugar   | [ 14 ] |
| Spensha Baker          | 14        | 24          | San Antonio, Texas, EUA              | 4º lugar      | [ 14 ] |
| Kyla Jade              | 14        | 33          | Nashville, Tennessee, EUA            | 3º lugar      | [ 14 ] |
| Britton Buchanan       | 14        | 17          | Sanford, Carolina do Norte, EUA      | 2º lugar      | [ 14 ] |
| Brynn Cartelli         | 14        | 14          | Longmeadow, Massachusetts, EUA       | 1º lugar      | [ 14 ] |
| Funsho                 | 15        | 29          | Lagos, Nigéria                       | 14º–25º lugar | [ 15 ] |
| Michael Lee            | 15        | 30          | Fort Worth, Texas, EUA               | 14º–25º lugar | [ 15 ] |
| Natasia GreyCloud      | 15        | 29          | Nashville, Tennessee, EUA            | 14º–25º lugar | [ 15 ] |
| Abby Cates             | 15        | 17          | Cincinnati, Ohio, EUA                | 14º–25º lugar | [ 15 ] |
| Keith Paluso           | 15        | 30          | Memphis, Tennessee, EUA              | 14º–25º lugar | [ 15 ] |
| Zaxai                  | 15        | 29          | Brooklyn, Nova York, EUA             | 14º–25º lugar | [ 15 ] |
| Kameron Marlowe        | 15        | 21          | Kannapolis, Carolina do Norte, EUA   | 14º–25º lugar | [ 15 ] |
| RADHA                  | 15        | 19          | Jersey City, Nova Jérsei, EUA        | 14º–25º lugar | [ 15 ] |
| Steve Memmolo          | 15        | 35          | Boston, Massachusetts, EUA           | 14º–25º lugar | [ 15 ] |
| Colton Smith           | 15        | 21          | Albertville, Alabama, EUA            | 14º–25º lugar | [ 15 ] |
| Franc West             | 15        | 38          | Cleveland, Ohio, EUA                 | 14º–25º lugar | [ 15 ] |
| Patrique Fortson       | 15        | 38          | Atlanta, Geórgia, EUA                | 14º–25º lugar | [ 15 ] |
| SandyRedd              | 15        | 35          | Chicago, Illinois, EUA               | 12º–13º lugar | [ 15 ] |
| Tyke James             | 15        | 17          | Laie, Havaí, EUA                     | 12º–13º lugar | [ 15 ] |
| Lynnea Moorer          | 15        | 18          | Monterey, Califórnia, EUA            | 11º lugar     | [ 15 ] |
| Dave Fenley            | 15        | 39          | Nashville, Tennessee, EUA            | 9º–10º lugar  | [ 15 ] |
| DeAndre Nico           | 15        | 22          | Port Arthur, Texas, EUA              | 9º–10º lugar  | [ 15 ] |
| Kymberli Joye          | 15        | 26          | Windsor, Connecticut, EUA            | 7º–8º lugar   | [ 15 ] |
| Sarah Grace            | 15        | 15          | Houston, Texas, EUA                  | 7º–8º lugar   | [ 15 ] |
| MaKenzie Thomas        | 15        | 20          | Wallingford, Kentucky, EUA           | 5º–6º lugar   | [ 15 ] |
| Reagan Strange         | 15        | 13          | Memphis, Tennessee, EUA              | 5º–6º lugar   | [ 15 ] |
| Kennedy Holmes         | 15        | 13          | St. Louis, Missouri, EUA             | 4º lugar      | [ 15 ] |
| Kirk Jay               | 15        | 22          | Bay Minette, Alabama, EUA            | 3º lugar      | [ 15 ] |
| Chris Kroeze           | 15        | 27          | Barron, Wisconsin, EUA               | 2º lugar      | [ 15 ] |
| Chevel Shepherd        | 15        | 16          | Farmington, Novo México, EUA         | 1º lugar      | [ 15 ] |
| Kayslin Victoria       | 16        | 16          | Clermont, Flórida                    | 26º–32º lugar | [ 16 ] |
| Karen Galera           | 16        | 19          | Dallas, Texas, EUA                   | 26º–32º lugar | [ 16 ] |
| Andrew Jannakos        | 16        | 25          | Flowery Branch, Geórgia, EUA         | 26º–32º lugar | [ 16 ] |
| Karly Moreno           | 16        | 23          | Mission Viejo, Califórnia, EUA       | 26º–32º lugar | [ 16 ] |
| Julian King            | 16        | 25          | Filadélfia, Pensilvânia, EUA         | 26º–32º lugar | [ 16 ] |
| Beth Griffith-Manley   | 16        | 46          | Detroit, Michigan, EUA               | 26º–32º lugar | [ 16 ] |
| The Bundys             | 16        | 25, 28 e 31 | Cincinnati, Ohio, EUA                | 26º–32º lugar | [ 16 ] |
| Abby Kasch             | 16        | 20          | Palos Park, Illinois, EUA            | 14º–25º lugar | [ 16 ] |
| Matthew Johnson        | 16        | 26          | Jacksonville, Flórida, EUA           | 14º–25º lugar | [ 16 ] |
| Presley Tennant        | 16        | 16          | Norco, Califórnia, EUA               | 14º–25º lugar | [ 16 ] |
| Rebecca Howell         | 16        | 18          | Cochran, Geórgia, EUA                | 14º–25º lugar | [ 16 ] |
| Jacob Maxwell          | 16        | 20          | Coeur d'Alene, Idaho, EUA            | 14º–25º lugar | [ 16 ] |
| Jimmy Mowery           | 16        | 31          | Altoona, Pensilvânia, EUA            | 14º–25º lugar | [ 16 ] |
| Lisa Ramey             | 16        | 33          | Nova York, Nova York, EUA            | 14º–25º lugar | [ 16 ] |
| Betsy Ade              | 16        | 40          | Kenosha, Wisconsin, EUA              | 14º–25º lugar | [ 16 ] |
| Domenic Haynes         | 16        | 18          | Tampa, Flórida, EUA                  | 14º–25º lugar | [ 16 ] |
| Kalvin Jarvis          | 16        | 29          | Tucson, Arizona, EUA                 | 14º–25º lugar | [ 16 ] |
| Kendra Checketts       | 16        | 19          | San Diego, Califórnia, EUA           | 14º–25º lugar | [ 16 ] |
| Selkii                 | 16        | 31          | Durban, África do Sul                | 14º–25º lugar | [ 16 ] |
| Celia Babini           | 16        | 18          | Nova York, Nova York, EUA            | 11º–13º lugar | [ 16 ] |
| Jej Vinson             | 16        | 22          | Dávao, Filipinas                     | 11º–13º lugar | [ 16 ] |
| Oliv Blu               | 16        | 20          | Flossmoor, Illinois, EUA             | 11º–13º lugar | [ 16 ] |
| LB Crew                | 16        | 29          | Little Rock, Arkansas, EUA           | 9º–10º lugar  | [ 16 ] |
| Mari                   | 16        | 20          | Clermont, Flórida                    | 9º–10º lugar  | [ 16 ] |
| Carter Lloyd Horne     | 16        | 19          | Marietta, Geórgia, EUA               | 7º–8º lugar   | [ 16 ] |
| Kim Cherry             | 16        | 30          | Niceville, Flórida, EUA              | 7º–8º lugar   | [ 16 ] |
| Rod Stokes             | 16        | 35          | Moss Point, Mississippi, EUA         | 5º–6º lugar   | [ 16 ] |
| Shawn Sounds           | 16        | 33          | Houston, Texas, EUA                  | 5º–6º lugar   | [ 16 ] |
| Andrew Sevener         | 16        | 22          | Alvarado, Texas, EUA                 | 4º lugar      | [ 16 ] |
| Dexter Roberts         | 16        | 27          | Fayette, Alabama, EUA                | 3º lugar      | [ 16 ] |
| Gyth Rigdon            | 16        | 24          | Singer, Luisiana, EUA                | 2º lugar      | [ 16 ] |
| Maelyn Jarmon          | 16        | 26          | Frisco, Texas, EUA                   | 1º lugar      | [ 16 ] |
| Ricky Braddy           | 17        | 36          | Nashville, Tennessee, EUA            | 17º–20º lugar | [ 17 ] |
| Kyndal Inskeep         | 17        | 22          | Nashville, Tennessee, EUA            | 17º–20º lugar | [ 17 ] |
| Damali                 | 17        | 16          | Norwalk, Califórnia, EUA             | 17º–20º lugar | [ 17 ] |
| Khalea Lynee           | 17        | 36          | Tampa, Flórida, EUA                  | 17º–20º lugar | [ 17 ] |
| Gracee Shriver         | 17        | 16          | Owasso, Oklahoma, EUA                | 14º–16º lugar | [ 17 ] |
| Jake HaldenVang        | 17        | 24          | Charlotte, Carolina do Norte, EUA    | 14º–16º lugar | [ 17 ] |
| Alex Guthrie           | 17        | 25          | Marietta, Geórgia, EUA               | 14º–16º lugar | [ 17 ] |
| Cali Wilson            | 17        | 28          | Salem, Iowa, EUA                     | 12º–13º lugar | [ 17 ] |
| Max Boyle              | 17        | 23          | Toledo, Ohio, EUA                    | 12º–13º lugar | [ 17 ] |
| Myracle Holloway       | 17        | 44          | Los Angeles, Califórnia, EUA         | 11º lugar     | [ 17 ] |
| Shane Q                | 17        | 28          | Sacramento, Califórnia, EUA          | 9º–10º lugar  | [ 17 ] |
| Joana Martinez         | 17        | 15          | Miami, Flórida, EUA                  | 9º–10º lugar  | [ 17 ] |
| Marybeth Byrd          | 17        | 18          | Armorel, Arkansas, EUA               | 7º–8º lugar   | [ 17 ] |
| Will Breman            | 17        | 25          | Santa Bárbara, Califórnia, EUA       | 7º–8º lugar   | [ 17 ] |
| Hello Sunday           | 17        | 13 e 14     | Atlanta, Geórgia, EUA                | 5º–6º lugar   | [ 17 ] |
| Kat Hammock            | 17        | 18          | Encinitas, Califórnia, EUA           | 5º–6º lugar   | [ 17 ] |
| Rose Short             | 17        | 34          | Killeen, Texas, EUA                  | 4º lugar      | [ 17 ] |
| Katie Kadan            | 17        | 38          | Chicago, Illinois, EUA               | 3º lugar      | [ 17 ] |
| Ricky Duran            | 17        | 29          | Worcester, Massachusetts, EUA        | 2º lugar      | [ 17 ] |
| Jake Hoot              | 17        | 30          | Cookeville, Tennessee, EUA           | 1º lugar      | [ 17 ] |
| Arei Moon              | 18        | 28          | Boston, Massachusetts, EUA           | 13º–17º lugar | [ 18 ] |
| Roderick Chambers      | 18        | 38          | Miami, Flórida, EUA                  | 13º–17º lugar | [ 18 ] |
| Mike Jerel             | 18        | 31          | Ashburn, Geórgia, EUA                | 13º–17º lugar | [ 18 ] |
| Mandi Thomas           | 18        | 33          | Memphis, Tennessee, EUA              | 13º–17º lugar | [ 18 ] |
| Joei Fulco             | 18        | 22          | Lancaster, Califórnia, EUA           | 13º–17º lugar | [ 18 ] |
| Cedrice                | 18        | 28          | San Diego, Califórnia, EUA           | 10º–12º lugar | [ 18 ] |
| Mandi Castillo         | 18        | 23          | San Antonio, Texas, EUA              | 10º–12º lugar | [ 18 ] |
| Michael Williams       | 18        | 18          | Mason, Ohio, EUA                     | 10º–12º lugar | [ 18 ] |
| Allegra Miles          | 18        | 16          | Saint John, Ilhas Virgens Americanas | 6º–9º lugar   | [ 18 ] |
| Joanna Serenko         | 18        | 18          | St. Louis, Missouri, EUA             | 6º–9º lugar   | [ 18 ] |
| Megan Danielle         | 18        | 17          | Douglasville, Geórgia, EUA           | 6º–9º lugar   | [ 18 ] |
| Zan Fiskum             | 18        | 22          | Seattle, Washington, EUA             | 6º–9º lugar   | [ 18 ] |
| Micah Iverson          | 18        | 26          | Tóquio, Japão                        | 5º lugar      | [ 18 ] |
| CammWess               | 18        | 21          | Blythewood, Carolina do Sul, EUA     | 4º lugar      | [ 18 ] |
| Thunderstorm Artis     | 18        | 23          | Haleiwa, Havaí, EUA                  | 3º lugar      | [ 18 ] |
| Toneisha Harris        | 18        | 44          | Roswell, Geórgia, EUA                | 2º lugar      | [ 18 ] |
| Todd Tilghman          | 18        | 41          | Meridian, Mississippi, EUA           | 1º lugar      | [ 18 ] |
| Madeline Consoer       | 19        | 24          | Eagle River, Wisconsin, EUA          | 13º–17º lugar | [ 19 ] |
| Joseph Soul            | 19        | 34          | Maui, Havaí, EUA                     | 13º–17º lugar | [ 19 ] |
| Sid Kingsley           | 19        | 37          | Richmond, Virgínia, EUA              | 13º–17º lugar | [ 19 ] |
| Taryn Papa             | 19        | 30          | Middlebury, Connecticut, EUA         | 13º–17º lugar | [ 19 ] |
| Chloé Hogan            | 19        | 20          | Orlando, Flórida, EUA                | 13º–17º lugar | [ 19 ] |
| Payge Turner           | 19        | 27          | Port of Spain, Trindad e Tobago      | 10º–12º lugar | [ 19 ] |
| Tanner Gomes           | 19        | 28          | Yuma, Arizona, EUA                   | 10º–12º lugar | [ 19 ] |
| Worth the Wait         | 19        | 13, 15 e 47 | Gadsden, Alabama, EUA                | 10º–12º lugar | [ 19 ] |
| Bailey Rae             | 19        | 18          | Roberta, Oklahoma, EUA               | 6º–9º lugar   | [ 19 ] |
| Ben Allen              | 19        | 42          | Estero, Flórida, EUA                 | 6º–9º lugar   | [ 19 ] |
| Cami Clune             | 19        | 20          | Buffalo, Nova York, EUA              | 6º–9º lugar   | [ 19 ] |
| Tamara Jade            | 19        | 30          | Bowie, Maryland, EUA                 | 6º–9º lugar   | [ 19 ] |
| John Holiday           | 19        | 35          | Rosenberg, Texas, EUA                | 5º lugar      | [ 19 ] |
| DeSz                   | 19        | 30          | Houston, Texas, EUA                  | 4º lugar      | [ 19 ] |
| Ian Flanigan           | 19        | 30          | Saugerties, Nova York, EUA           | 3º lugar      | [ 19 ] |
| Jim Ranger             | 19        | 38          | Bakersfield, Califórnia, EUA         | 2º lugar      | [ 19 ] |
| Carter Rubin           | 19        | 14          | Shoreham, Nova York, EUA             | 1º lugar      | [ 19 ] |